# Masked Singer Hrvatska (2. sezona)
Druga sezona hrvatskoga pjevačkog reality showa Masked Singer Hrvatska počela je 11. ožujka 2023. na programu RTL-a.
Crteži svih dvanaest maski predstavljeni su na službenom Instagramovu profilu showa od 25. veljače do 4. ožujka. Prvih šest maski službeno je predstavljeno je 6. ožujka, a preostalih šest 15. ožujka na internetskoj stranici RTL-a.
Novost ove sezone je da pobijednička maska dobiva "Masked Singer trofej", a panelist sa najviše pogođenih osoba ispod maski "Zlatno uho".

## Voditelj i detektivi
Drugu sezonu showa vodi hrvatska televizijska voditeljica Nikolina Pišek, a detektivi su: Borko Perić, Antonija Blaće, Saša Lozar i Nives Celzijus.

## Natjecatelji
Dvanaest osoba iz hrvatskoga javnog života, pjevat će, i to cijelo vrijeme pod maskama koje je dizajnirao Juraj Zigman, a natjecatelji su sljedeći:
     Maska je pobijedila u duelu i ostala u konkurenciji.
     Maska je izgubila u duelu i bila je u drugom / eliminacijskom krugu, ali nije eliminirana.
     Maska je bila sigurna od eliminacije / spašena u eliminacijskom krugu.
     Maska je eliminirana iz natjecanja i otkriven joj je identitet nakon eliminacije.
     Maska nije nastupila.
     Maska je spašena od strane panelista i otišla je u sljedeću emisiju.
| Maske           | Osoba                    | Zanimanje                       | Epizode    | Epizode    | Epizode    | Epizode    | Epizode | Epizode    | Epizode    | Epizode      |
| Maske           | Osoba                    | Zanimanje                       | 1.         | 2.         | 3.         | 4.         | 5.      | 6.         | 7.         | 8.           |
| --------------- | ------------------------ | ------------------------------- | ---------- | ---------- | ---------- | ---------- | ------- | ---------- | ---------- | ------------ |
| Tovar           | Damir Kedžo              | pjevač                          |            | POBIJEDILA |            | SIGURNA    | SIGURNA | SIGURNA    | SIGURNA    | Prvo mjesto  |
| Medo            | Zoran Šprajc             | televizijski voditelj i novinar | DRUGI KRUG |            | SIGURNA    |            | SIGURNA | SIGURNA    | DRUGI KRUG | Drugo mjesto |
| Čudnovište      | Hiljson Mandela          | hip-hop glazbenik               | POBIJEDILA |            | SIGURNA    |            | SIGURNA | DRUGI KRUG | SPAŠENA    | Treće mjesto |
| Leptir          | Ivana Mišerić            | radijska voditeljica            | POBIJEDILA |            | SIGURNA    |            | SIGURNA | SIGURNA    | ISPALA     |              |
| Kraljica        | Jadranka Kosor           | političarka i bivša premijerka  |            | POBIJEDILA |            | SIGURNA    | SIGURNA | DRUGI KRUG | ISPALA     |              |
| Vrtni patuljak  | Miran Kurspahić          | glumac                          |            | DRUGI KRUG |            | SIGURNA    | SIGURNA | ISPALA     |            |              |
| Pantera         | Mila Elegović            | glumica i pjevačica             |            | POBIJEDILA |            | DRUGI KRUG | ISPALA  |            |            |              |
| Banana          | Edin Mehmedović          | osobni trener                   | DRUGI KRUG |            | DRUGI KRUG |            | ISPALA  |            |            |              |
| Joker           | Mirta Miler              | influencerica                   |            | DRUGI KRUG |            | ISPALA     |         |            |            |              |
| Flamingo        | Sementa Rajhard          | pjevačica i glumica             | POBIJEDILA |            | ISPALA     |            |         |            |            |              |
| Pasta i Četkica | Martin i Valent Sinković | veslači                         |            | ISPALI     |            |            |         |            |            |              |
| Dino            | Nika Fleiss              | bivša skijašica i poduzetnica   | ISPALA     |            |            |            |         |            |            |              |

- Maske druge sezone Masked Singer Hrvatska
- Leptir
- Banana
- Flamingo
- Medo
- Čudnovište
- Dino
- Joker
- Pasta i Četkica
- Kraljica
- Pantera
- Vrtni patujak
- Tovar

## Epizode

### Prva epizoda (11. ožujka)
| #                             | Maska      | Pjesma                                       | Identitet     | Rezultat   |
| ----------------------------- | ---------- | -------------------------------------------- | ------------- | ---------- |
| Prvi krug                     |            |                                              |               |            |
| 1                             | Flamingo   | "Let’s Get Loud" – Jennifer Lopez            | nije otkriven | POBIJEDILA |
| 2                             | Banana     | "Totalno sam lud" – E.T. feat Tony Cetinski  | nije otkriven | DRUGI KRUG |
|                               |            |                                              |               |            |
| 3                             | Medo       | "Evo mene moji ljudi" – Mladen Grdović       | nije otkriven | DRUGI KRUG |
| 4                             | Leptir     | "Spice Up Your Life" – Spice Girls           | nije otkriven | POBIJEDILA |
|                               |            |                                              |               |            |
| 5                             | Dino       | "Pusti, pusti modu" – Zdravko Čolić          | nije otkriven | DRUGI KRUG |
| 6                             | Čudnovište | "Can’t Help Falling in Love" – Elvis Presley | nije otkriven | POBIJEDILA |
| Drugi krug (Posljednja šansa) |            |                                              |               |            |
| 1                             | Banana     | "Jump Around" – House of Pain                | nije otkriven | SIGURNA    |
| 2                             | Medo       | "Tonka" – Daleka Obala                       | nije otkriven | SIGURNA    |
| 3                             | Dino       | "Meet The Flintstones" – B-52's              | Nika Fleiss   | ISPALA     |

### Druga epizoda (18. ožujka)
| #                             | Maska           | Pjesma                                     | Identitet                | Rezultat   |
| ----------------------------- | --------------- | ------------------------------------------ | ------------------------ | ---------- |
| Prvi krug                     |                 |                                            |                          |            |
| 1                             | Tovar           | "Let Me Entertain You" – Robbie Williams   | nije otkriven            | POBIJEDILA |
| 2                             | Pasta i Četkica | "Smokvica" – Tajči                         | nije otkriven            | DRUGI KRUG |
|                               |                 |                                            |                          |            |
| 3                             | Pantera         | "Feel It Still" – Portugal. The Man        | nije otkriven            | POBIJEDILA |
| 4                             | Joker           | "Poker Face" – Lady Gaga                   | nije otkriven            | DRUGI KRUG |
|                               |                 |                                            |                          |            |
| 5                             | Kraljica        | "Mamica su štrukle pekli" – narodna pjesma | nije otkriven            | POBIJEDILA |
| 6                             | Vrtni patuljak  | "All Star" – Smash Mouth                   | nije otkriven            | DRUGI KRUG |
| Drugi krug (Posljednja šansa) |                 |                                            |                          |            |
| 1                             | Pasta i Četkica | "Minus i plus" – Magazin                   | Martin i Valent Sinković | ISPALI     |
| 2                             | Joker           | "Sve još miriše na nju" – Parni valjak     | nije otkriven            | SIGURNA    |
| 3                             | Vrtni patuljak  | "Ni da ni ne" – Kawasaki 3P                | nije otkriven            | SIGURNA    |

### Treća epizoda (25. ožujka)
| #                | Maska      | Pjesma                                 | Identitet       | Rezultat   |
| ---------------- | ---------- | -------------------------------------- | --------------- | ---------- |
| 1                | Leptir     | "Don't Start Now" – Dua Lipa           | nije otkriven   | SIGURNA    |
| 2                | Banana     | "Ti si mi u mislima" – Dino Dvornik    | nije otkriven   | DRUGI KRUG |
|                  |            |                                        |                 |            |
| 3                | Flamingo   | "No Tears Left to Cry" – Ariana Grande | nije otkriven   | DRUGI KRUG |
| 4                | Čudnovište | "Kad nema ljubavi" – Ilan Kabiljo      | nije otkriven   | SIGURNA    |
| 5                | Medo       | "Ostat ću mlad" – Animatori            | nije otkriven   | SIGURNA    |
| Posljednja šansa |            |                                        |                 |            |
| 1                | Banana     | "U Can’t Touch This" – MC Hammer       | nije otkriven   | SIGURNA    |
| 2                | Flamingo   | "Nije mi svejedno" – Nina Badrić       | Sementa Rajhard | ISPALA     |

### Četvrta epizoda (1. travnja)
| #                | Maska          | Pjesma                              | Identitet     | Rezultat   |
| ---------------- | -------------- | ----------------------------------- | ------------- | ---------- |
| 1                | Pantera        | "Italiana" – Severina               | nije otkriven | DRUGI KRUG |
| 2                | Tovar          | "My Heart Will Go On" – Céline Dion | nije otkriven | SIGURNA    |
|                  |                |                                     |               |            |
| 3                | Vrtni patuljak | "I Wanna Be Your Slave" – Måneskin  | nije otkriven | SIGURNA    |
| 4                | Joker          | "NLO" – Miach                       | nije otkriven | DRUGI KRUG |
| 5                | Kraljica       | "Mama ŠČ" – Let 3                   | nije otkriven | SIGURNA    |
| Posljednja šansa |                |                                     |               |            |
| 1                | Pantera        | "Frka" – Nipplepeople               | nije otkriven | SIGURNA    |
| 2                | Joker          | "Valerie" – Amy Winehouse           | Mirta Miler   | ISPALA     |

### Peta epizoda (8. travnja)
| #         | Maska          | Pjesma                                    | Identitet       | Rezultat |
| --------- | -------------- | ----------------------------------------- | --------------- | -------- |
| Skupina A |                |                                           |                 |          |
| 1         | Banana         | "Lose Yourself" – Eminem                  | Edin Mehmedović | ISPALA   |
| 2         | Čudnovište     | "Ča će mi Copacabana" – Oliver Dragojević | nije otkriven   | SIGURNA  |
| 3         | Leptir         | "Flowers" – Miley Cyrus                   | nije otkriven   | SIGURNA  |
| 4         | Medo           | "Evo noći, evo ludila" – Vlado Kalember   | nije otkriven   | SIGURNA  |
| Skupina B |                |                                           |                 |          |
| 5         | Pantera        | "Hung Up" – Madonna                       | Mila Elegović   | ISPALA   |
| 6         | Tovar          | "Vilo moja" – Vinko Coce                  | nije otkriven   | SIGURNA  |
| 7         | Vrtni patuljak | "Meni se skače" – M.O.R.T.                | nije otkriven   | SIGURNA  |
| 8         | Kraljica       | "Teške boje" – Goran Bare i Majke         | nije otkriven   | SIGURNA  |

### Šesta epizoda (15. travnja)
| #                | Maska          | Pjesma                                   | Identitet       | Rezultat   |
| ---------------- | -------------- | ---------------------------------------- | --------------- | ---------- |
| 1                | Čudnovište     | "Wicked Game " – Chris Isaak             | nije otkriven   | DRUGI KRUG |
| 2                | Tovar          | "Tick-Tock" – Albina                     | nije otkriven   | SIGURNA    |
|                  |                |                                          |                 |            |
| 3                | Leptir         | "Kako sam te voljela" – Magazin          | nije otkriven   | SIGURNA    |
| 4                | Vrtni patuljak | "Danger! High Voltage" – Electric Six    | nije otkriven   | DRUGI KRUG |
|                  |                |                                          |                 |            |
| 5                | Kraljica       | "Bella ciao" – talijanska narodna pjesma | nije otkriven   | DRUGI KRUG |
| 6                | Medo           | "Bam bam baba lu bam" – Grupa Mi         | nije otkriven   | SIGURNA    |
| Posljednja šansa |                |                                          |                 |            |
| 1                | Čudnovište     | "New York, New York" – Frank Sinatra     | nije otkriven   | SIGURNA    |
| 2                | Vrtni patuljak | "Hurt" – Johnny Cash                     | Miran Kurspahić | ISPALA     |
| 3                | Kraljica       | "Iznad Tešnja" – Halid Bešlić            | nije otkriven   | SIGURNA    |

### Sedma epizoda (22. travnja)
U ovoj epizodi, ispale su dvije maske, a panelisti su spasili jednu masku od ispadanja koja direktno ide u finale.
| #                | Maska      | Pjesma                                     | Identitet      | Rezultat   |
| ---------------- | ---------- | ------------------------------------------ | -------------- | ---------- |
| 1                | Medo       | "Zimmer frei" – Hladno pivo                | nije otkriven  | DRUGI KRUG |
| 2                | Leptir     | "Vidi se iz aviona" – Domenica             | nije otkriven  | DRUGI KRUG |
| 3                | Čudnovište | "Help!" – The Beatles                      | nije otkriven  | SPAŠENA    |
| 4                | Tovar      | "Trebaš li me" – Eni Jurišić & Matija Cvek | nije otkriven  | SIGURNA    |
| 5                | Kraljica   | "Clandestino" – Manu Chao                  | Jadranka Kosor | ISPALA     |
| Posljednja šansa |            |                                            |                |            |
| 1                | Medo       | "Medo Brundo" – Oskar i drugari            | nije otkriven  | SIGURNA    |
| 2                | Leptir     | "As It Was" – Harry Styles                 | Ivana Mišerić  | ISPALA     |

### Osma epizoda (29. travnja)
Linije za glasanje su bile otvorene od početka epizode. Svaka maska pjeva dvije pjesme, nakon čega se glasovanje zatvara dok jedna maska koja je dobila najmanje glasova ispada i otkriva identitet. Nakon čega glasovanje se opet otvara. A preostale maske opet idu u dvoboj. Tovar je otpjevao Severininu pjesmu "Djevojka sa sela" ali je promijenio tekst u "Tovarić sa sela".
| #           | Maska      | Pjesma                                    | Identitet       | Rezultat     |
| ----------- | ---------- | ----------------------------------------- | --------------- | ------------ |
| Prvi krug   |            |                                           |                 |              |
| 1           | Čudnovište | "I'm Outta Love" – Anastacia              | nije otkriven   | –            |
| 2           | Medo       | "Three Little Birds" – Bob Marley         | nije otkriven   | –            |
| 3           | Tovar      | "Djevojka sa sela" – Severina             | nije otkriven   | –            |
| Drugi krug  |            |                                           |                 |              |
| 1           | Čudnovište | "Još ovu noć" – Hiljson Mandela feat. Z++ | Hiljson Mandela | Treće mjesto |
| 2           | Medo       | "Ne može" – Vojko V                       | nije otkriven   | DRUGI KRUG   |
| 3           | Tovar      | "Poljubi zemlju" – Mišo Kovač             | nije otkriven   | DRUGI KRUG   |
| Superfinale |            |                                           |                 |              |
| 1           | Medo       | "Osmijeh" – Grupa 220                     | Zoran Šprajc    | Drugo mjesto |
| 2           | Tovar      | "Someone You Loved" – Lewis Capaldi       | Damir Kedžo     | Prvo mjesto  |

## Zanimljivosti
- Iz rumunjske verzije Masked Singera posuđena je maska "Monstrulica" koja se pojavljuje u petoj epizodi u nastupu zajedno sa Čudnovištem i predstavlja njegovu partnericu. Također na par trenutaka se vidi i u videoprilogu Čudnovišta u prvoj epizodi.
- RTL je objavio neviđenu snimku sa generalne probe gdje Kraljica pjeva pjesmu  grupe Queen, "We Are the Champions", koju je trebala izvesti u polufinalu, ali je ispala ranije.[13]